# Динамика растительности
Динамика растительности (синдинамика) — процесс постепенной трансформации растительных сообществ под действием внешних и внутренних факторов. Динамику растительности следует отличать от сезонных изменений структуры и состава фитоценоза и флуктуационных колебаний их по годам.

## Представления о сущности процесса синдинамики
В различных представлениях о динамике растительности проявилось различие в понимании сущности самого растительного покрова. Исследователи, признававшие растительный покров как совокупность более или менее отграниченных друг от друга реально существующих исторически сложившихся фитоценозов с детерминированной структурой (то есть считавшие фитоценоз в некотором смысле аналогом организма), представляли процесс его динамики жестко детерминированным процессом смены отдельных стадий, которым соответствуют определённые группы видов. Сторонники представления о растительном покрове, как о континууме, считавшие фитоценозы реально не существующими, условно вычленяемыми из растительно континуума и плавно переходящими друг в друга, считали процесс динамики растительности стохастическим процессом континуальной смены видов, при котором стадии динамики выделяются также в значительной степени условно и плавно переходят друг в друга. Первый подход господствовал в XIX и начале XX века и наиболее полно был сформулирован Ф.Клементсом и В. Н. Сукачёвым. Второй получил широкое распространение во второй половине XX века и связан в первую очередь с именами Л. Г. Раменского и Р.Уиттекера. Этот подход к настоящему времени практически полностью вытеснил организмистские представления о фитоценозах.

## Формы синдинамики
Различают три основных формы динамики фитоценозов — нарушения, сукцессии и эволюцию.

### Нарушения фитоценозов
Нарушения фитоценозов возникают при действии экстремальных факторов (пожары, сели, разлив нефти, рубки), за короткое время частично или полностью уничтожающих фитоценоз. На месте нарушенного фитоценоза затем развивается восстановительная (вторичная) сукцессия.

### Сукцессии фитоценозов
Сукцессия представляет собой однонаправленное изменение растительного сообщества, вызываемое внутренними или внешними причинами, оканчивающееся климаксовым фитоценозом. Сукцессия не приводит к образованию нового фитоценоза, а является повторением уже ранее существовавших фитоценозов.
Типы сукцессий растительности:
- автогенные сукцессии — сукцессии, обусловленные внутренними причинами
  - сингенез — сукцессии, вызванные взаимоотношениями между растениями
  - эндоэкогенез — сукцессии, вызванные изменением условий местообитания
- аллогенные сукцессии — сукцессии, вызванные внешними по отношению к фитоценозу причинами
  - гейтогенез — локальные изменения конкретных фитоценозов
  - гологенез — изменения фитоценозов в пределах всего ландшафта

Кроме того, сукцессии подразделяются:
- по масштабу времени: быстрые (десятилетия), средние (столетия), медленные (тысячелетия), очень медленные (десятки тысячелетий);
- по обратимости: обратимые и необратимые;
- по степени постоянства процесса: на постоянные и прерывающиеся;
- по происхождению: на первичные (когда сукцессия развивается на участке, ранее лишённом растительности, на скалах, песках) и вторичные (когда сукцессия развивается на участках, где растительность была уничтожена);
- по антропогенности: вызванные антропогенными и природными факторами.

### Эволюция фитоценозов
Эволюция растительности — это медленный процесс изменения сообществ, приводящих к возникновению новых, не существовавших ранее фитоценозов.
Сторонники дискретного понимания природы фитоценоза считают, что сообщества эволюционируют как целостности, в процессе эволюции происходит процесс коадаптации растений, входящих в сообщество, повышается его устойчивость, то есть происходит «естественный отбор сообществ», аналогичный естественному отбору при эволюции организмов. Сторонники континуального понимания отрицают наличие естественного отбора второго порядка и считают, что эволюция фитоценозов представляет собой сеткообразный процесс: виды эволюционируют независимо друг от друга, совмещаясь в одном фитоценозе за счет дифференциации экологических ниш. При этом, как указывает Б.М. Миркин, устойчивые связи между видами не возникают (кроме случаев хозяин-паразит) и каждый вид по-своему приходит в фитоценоз и по-своему уходит из него.
Как и в процессе сукцессии, в процессе эволюции постепенно ослабевает конкуренция между входящими в фитоценоз видами.
С появлением хозяйственной деятельности человека возник новый тип эволюции — антропогенная эволюция растительности, которая проявляется в:
- заносе видов из других районов;
- уничтожении части видов;
- изменении естественных границ растительности (например, смещение естественной границы степи к северу);
- возникновении новых, устойчивых к человеку фитоценозов (особенно в городах);
- возникновении новых фитоценозов в процессе зарастания нарушенных человеком и не имеющих аналогов в природе субстратах (на отвалах фосфогипса, горных пород и т.д.).

## Изучение динамики растительности
В изучении динамики растительности чаще всего применяют два подхода: прямой (когда ведутся непосредственно долговременные наблюдения на постоянных пробных площадях) и косвенный, когда изучают пространственные ряды сообществ (эколого-генетические ряды, где сообщества сменяют друг друга в пространстве в таком же пространстве, в котором сменяют друг друга во времени) и экстраполируют их во временные ряды.